# بوب بلاك (لاعب كرة قاعدة)
بوب بلاك (بالإنجليزية: Bob Black)‏ هو لاعب كرة قاعدة أمريكي، ولد في 10 ديسمبر 1862 في سينسيناتي في الولايات المتحدة، وتوفي في 21 مارس 1933 في سيوكس سيتي في الولايات المتحدة.

## وصلات خارجية
- بوب بلاك على موقعبيزبول رفرنس.كوم (الدوري الرئيسي) (الإنجليزية)
- بوب بلاك على موقعبيزبول رفرنس.كوم (الدوري الثانوي) (الإنجليزية)
- بوب بلاك على موقع مشجعي الرسوم البيانية (الإنجليزية)